# Mîkolaiivka, Korsun-Șevcenkivskîi
Mîkolaiivka (în ucraineană Миколаївка) este un sat în comuna Zaricicea din raionul Korsun-Șevcenkivskîi, regiunea Cerkasî, Ucraina. În secolul al XIX-lea, satul făcea parte din volostul Șenderivka, uezdul Kaniv. 

## Demografie
Componența lingvistică a localității Mîkolaiivka
     Ucraineană (98,51%)
     Rusă (1,12%)
     Alte limbi (0,37%)
Conform recensământului din 2001, majoritatea populației localității Mîkolaiivka era vorbitoare de ucraineană (98,51%), existând în minoritate și vorbitori de rusă (1,12%).